# I-Ball
i-BallとはIHIエアロスペースが自社で開発・製造した、大気圏再突入による再突入機体の破壊を記録する再突入データレコーダ(REBR)である。直径は40cmの球体、重さは21kg。球体の一部に写真撮影のための丸いガラス窓が付いており、眼球（eye）を連想させる形状であることから、i-Ballと命名された。

こうのとり2号機から米国製のREBRが搭載されていたが、エアロスペース社の知的財産権により米国製のREBRでは温度データが開示されないなどの問題が有り、i-Ballはこれを補完する役割を担う。

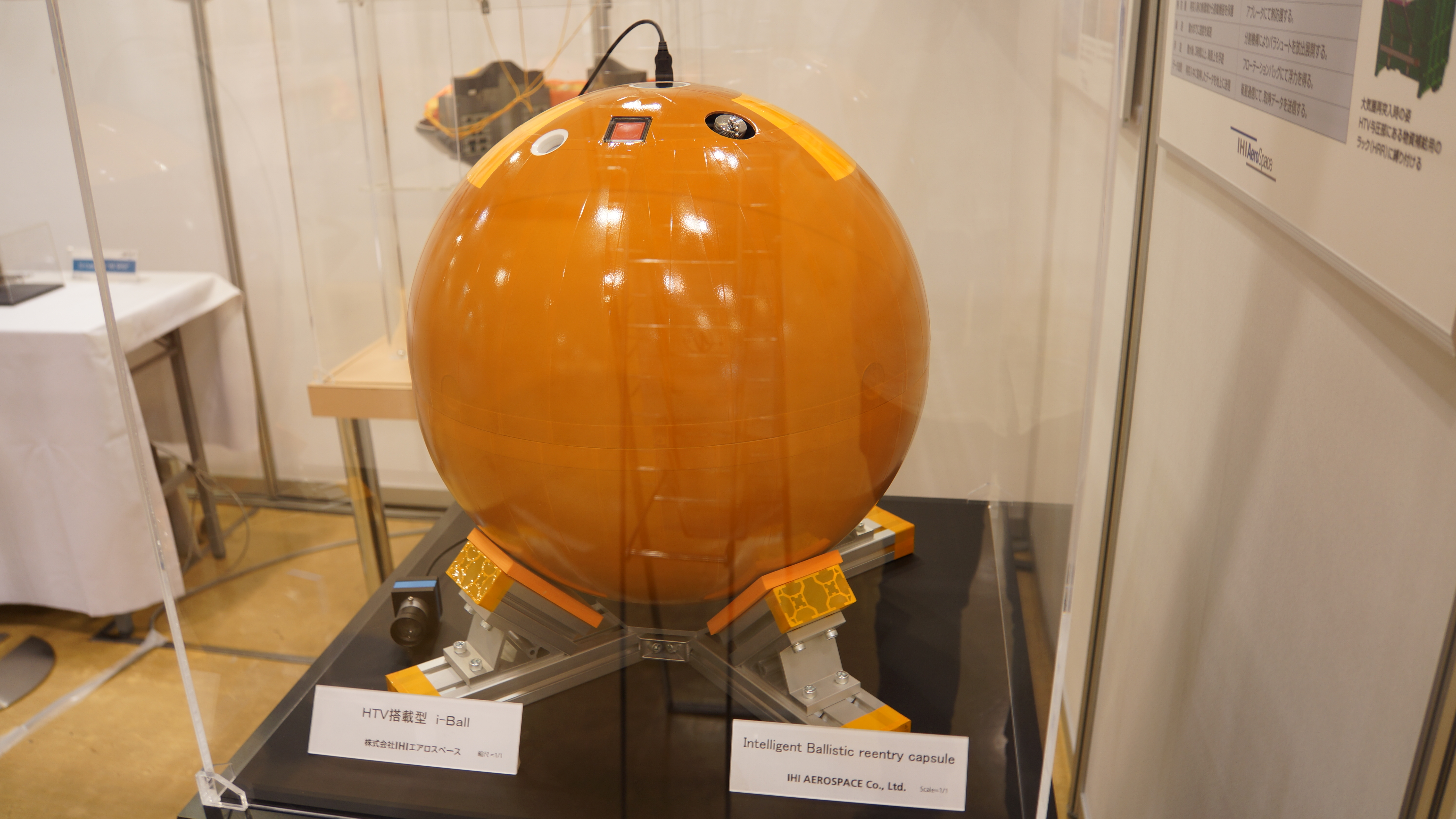
再突入データ収集装置i-Ball

## 初回ミッション
i-Ballは2012年7月21日、H-IIBによって打ち上げられた宇宙ステーション補給機、こうのとり3号機（HTV-3）に搭載されて国際宇宙ステーション（ISS）に輸送された。
2012年9月12日、HTV-3が、ISSを離脱する直前に星出彰彦宇宙飛行士によりi-Ballは起動され加速度監視状態となる。2012年9月14日14時27分、i-BallはHTV-3が大気圏再突入のためのマヌーバで発生する減速加速度を検知し、これにより主電源を投入して内蔵コンピュータを起動した。i-Ballは時速28,000kmを超える速度で大気圏に再突入するHTV-3の機体内部から、HTV-3が破壊されていく様子を画像に収めた。その後、空力加熱によるHTV-3の破壊にともなって、HTV-3から様々な搭載品や部品と共に自然放出されたi-Ballは単独飛行を開始し、破壊されていくHTV-3を、今度は機体外部から撮影した。
単独飛行を続けるi-Ballは、やがて大気により最大減速に達したところで球状ヒートシールドの切り離しを準備、このときの機体の表面温度は2000℃を超える。さらに単独飛行を続けるi-Ballは地上高6,000m付近に達したことを加速度で検知して、球状ヒートシールドを分離機構によって切り離し、フローテーションバッグと呼ばれる浮き袋に包まれた通信機および内蔵コンピュータ等の電子機器のみとなる。フローテーションバッグと結合されたパラシュートは予定通り展開され、これにより急減速したi-Ballはゆっくりと降下を始め、2012年9月14日15時03分頃、西経129.017度、南緯51.867度の南太平洋に着水した。
なお球状ヒートシールドは、切り離す際にパラシュートとフローテーションバッグを引き出すためのドローグシュートとして利用している。またフローテーションバッグは着水と同時に海水との反応で膨らみ浮遊する仕組みとなっている。
i-Ballは、写真の他にも内蔵コンピュータを起動後、自己の減速加速度、角速度、機体の温度と、かなり高い高度からGPSによる自己位置を計測しており、南太平洋に着水後フローテーションバッグで浮遊しながら通信衛星を使用し写真を含めたこれらのデータすべてを日本の北海道大樹町へと送信した。

## 2回目のミッション
2013年8月4日に打ち上げられた宇宙ステーション補給機、こうのとり4号機においても搭載され、補給機とともに9月7日に大気圏に再突入した。加速度や位置情報等のデータを取得したが、参考情報として取得予定であった他のデータの一部に欠損等が確認された。

## 共同研究
運用については、独立行政法人宇宙航空研究開発機構（JAXA）と株式会社IHIエアロスペースが共同で行った。

## ドキュメント番組
2012年9月23日、TBS系列「夢の扉+」にて、i-Ball初回ミッションのドキュメント番組が放送された。IHIエアロスペース宇宙技術部宇宙機システム室の森﨑浩武ら開発陣を追ったものである。